# Romanow-Palast (Taschkent)
Der Romanow-Palast ist ein Gebäude in Taschkent, der Hauptstadt Usbekistans. Es wurde auf Anweisung von Großfürst Nikolai Konstantinowitsch Romanow aus dem Hause Romanow-Holstein-Gottorp während dessen Verbannung nach Taschkent erbaut.

## Lage
Das Gebäude befindet sich im Stadtzentrum Taschkents in unmittelbarer Nähe zu einigen der bedeutendsten Plätze und Sehenswürdigkeiten der usbekischen Hauptstadt. Der Palast und das umliegende Gelände sind in westlicher Richtung nur durch eine Straße vom Mustaqillik Maydoni, dem Unabhängigkeitsplatz in Taschkent, getrennt. Dort befinden sich zahlreiche Regierungsgebäude, darunter der Sitz des usbekischen Senats. Im Osten des Palasts befindet sich mit dem Amir-Timur-Platz ein weiterer zentraler Platz der Stadt, der dem Feldherren Timur gewidmet ist.

## Baugeschichte
Die Baugeschichte des Romanow-Palasts wurde durch den Großfürsten Nikolai Konstantinowitsch Romanow geprägt, der den Auftrag für den Bau des Palasts erteilte. Der Großfürst war ein Enkel des Zaren Nikolaus I., der von 1825 bis 1855 regierte, und ein Neffe von Zar Alexander II., der von 1855 bis 1881 Kaiser des Russischen Kaiserreichs war. Der Großfürst fiel auf Grund zahlreicher Affären am Hof in Ungnade und wurde 1874 unter dem Vorwurf, Diamanten seiner Mutter gestohlen zu haben, verbannt. Nach mehreren Jahren mit wechselnden Aufenthaltsorten kam Großfürst Nikolai schließlich nach Taschkent und siedelte sich dort dauerhaft an. Eine Faszination für Zentralasien hegte der Großfürst bereits seit seiner Teilnahme an einem Feldzug gegen Xiva im Jahr 1873.

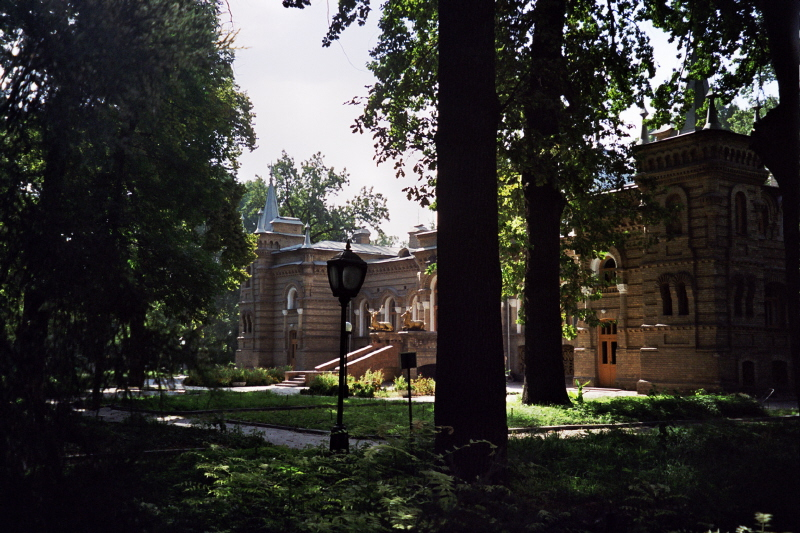
Rückwärtige Ansicht auf den Palast durch den angrenzenden Park

In Taschkent wurde Nikolai Romanow zu einem der angesehensten Bürger der Stadt und förderte zahlreiche Projekte in den Bereichen Infrastruktur und Kultur. Sein Palast wurde 1891 nach Plänen der Architekten Wilhelm Heinzelmann und Alexej Benois erbaut und diente dem Großfürsten und seiner Familie als Wohnsitz. Kurz vor seinem Tod im Jahr 1918 vermachte Nikolai Romanow den Palast und seine Kunstsammlung der Stadt Taschkent, die er als seine geliebte Stadt bezeichnete. Nach seinem Tod wurde aus dem Gebäude ein Kunstmuseum. Zu Zeiten der Sowjetunion wurde der Palast als Museum für Antiquitäten und Schmuck genutzt, später beherbergte er den Palast der Pioniere. Nach dem Zerfall der Sowjetunion und einer Restaurierung Ende der 1990er-Jahre wird das Gebäude bis heute als Veranstaltungs- und Empfangsgebäude der Stadtverwaltung und des usbekischen Außenministeriums genutzt.

## Architektur

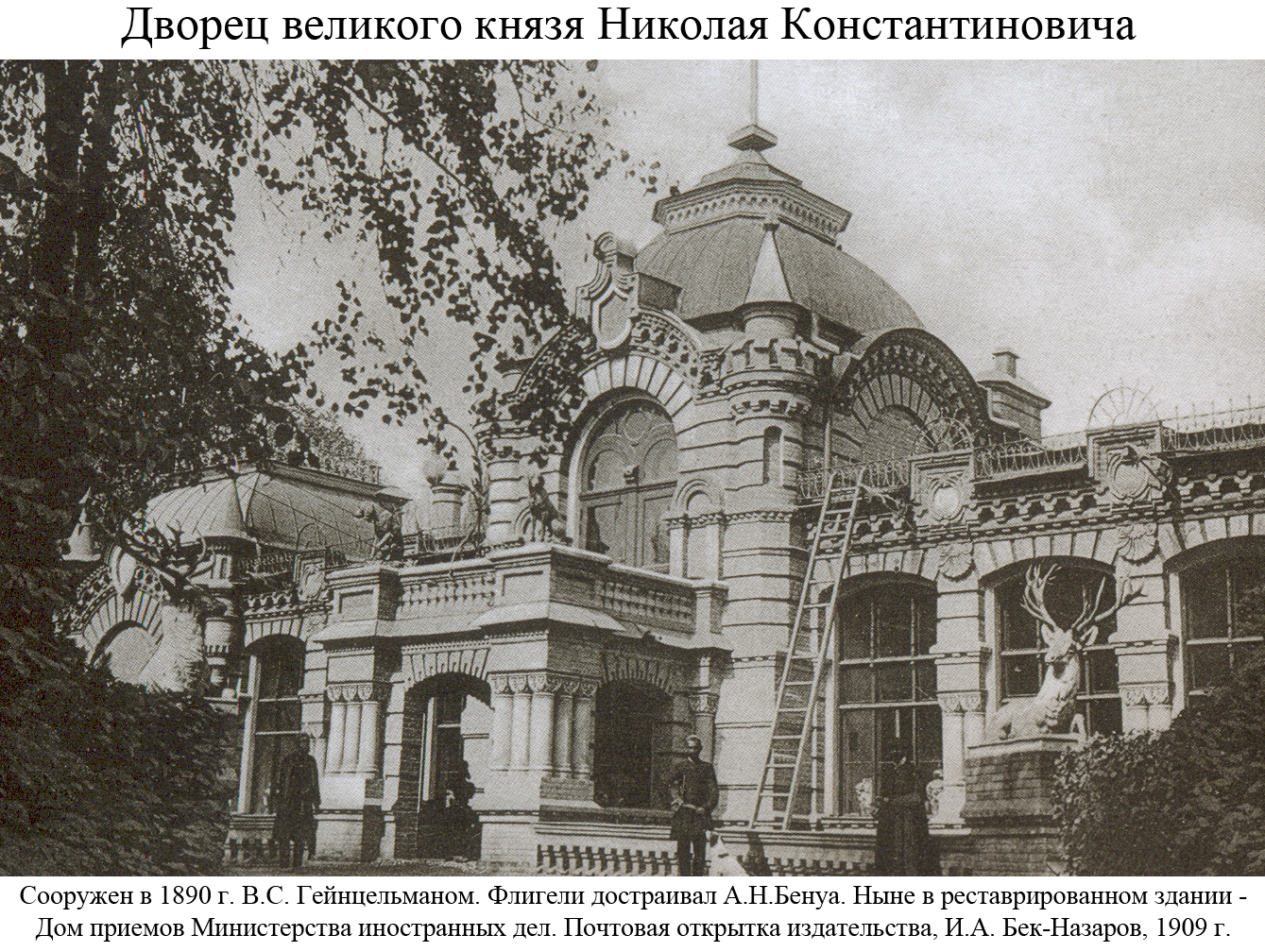
Historische Postkarte mit der Ansicht des Gebäudes

Der Palast ist architekturhistorisch dem Pseudorussischen Stil zuzuordnen und vereint europäische und orientalische Einflüsse. Die eklektizistische Fassade des symmetrisch angelegten Gebäudes ist an der Eingangsseite von zahlreichen historistischen Verzierungen wie Säulenbündeln mit neoromanischen Würfelkapitellen, umlaufendem neoromanischem Rundbogenfries unter der Traufe und großen Fenstern mit Stich- bzw. Rundbogen geprägt. An den zentralen Eingangsbereich schließen rechts und links je ein Flügel symmetrisch an. An den seitlichen Enden dieser eingeschossigen Flügel befinden sich zwei kleinere Pavillons, die von dem zweigeschossigen Eingangsbereich mit großer Kuppel überragt werden. Der Haupteingang des Gebäudes wird von Bronzestatuen flankiert, die Hirsche und Jagdhunde darstellen und auf die Jagdleidenschaft des Bauherren zurückzuführen sind. Die ebenfalls symmetrisch gegliederte Rückseite zeigt burgartige Elemente: Zwei quadratische Ecktürme mit spitzen Turmhelmen sind ihrerseits an den Ecken mit kleinen Rundtürmchen geschmückt. 
Die Innenarchitektur des Palasts betont die Vereinigung von Einflüssen aus Europa und dem Orient. Der linke Flügel repräsentiert dabei die europäischen, während der rechte den orientalischen gewidmet ist. Die Gestaltung des Palasts im Innenbereich ist mit zahlreichen Verzierungen überaus aufwendig und übernimmt nicht nur die Ornamente der Fassade als Stilmerkmal auf, sondern zeigt mit großflächigen Arabesken auch Elemente der islamischen Kunst. Zu Lebzeiten des Großfürsten befanden sich im Palast unter anderem eine bedeutende Bibliothek, ein Billardzimmer, eine Kunstsammlung, ein Modell von Ichan Qalʼа, der Altstadt Xivas, und eine Sammlung orientalischer Teppiche.
Zu dem Palast gehört außerdem eine kleine Parkanlage, die sich an die rückwärtige Seite des Palast anschließt. Sie wurde von einem bekannten Botaniker aus Taschkent angelegt und umfasste einen großen Wintergarten, einen Japanischen Garten sowie zahlreiche Palmengewächse und Zitruspflanzen. Des Weiteren gab es eine Menagerie mit einigen Wildtieren aus Zentralasien, die jeden Sonntag für die Öffentlichkeit geöffnet war. Heute wird die Parkanlage von zahlreichen Bäumen, die teilweise aus der Zeit des Erbauers stammen, einem Springbrunnen und Grünflächen geprägt.